# Vivian Woodward
Vivian John Woodward (3. června 1879, Londýn – 31. ledna 1954, Ealing) byl anglický amatérský fotbalista. Hrál za Tottenham Hotspur a Chelsea. Vyhrál OH 1908 a 1912.

## Hráčská kariéra
Vivian Woodward hrál za Clacton Town, Tottenham Hotspur FC a Chelsea FC. Byl amatérem. Během první světové války sloužil v britské armádě. Kvůli tomu nebyl u postupu Chelsea do finále FA Cupu v roce 1915. Woodwardova zranění během války způsobila jeho odchod z vrcholového fotbalu.
Woodward hrál za „hlavní“ anglickou reprezentaci 23 zápasů a dal 29 gólů. To je nejlepší poměr gólů na zápas v historii. V počtu gólů jej překonal až Tom Finney roku 1958. Za amatérskou reprezentaci Anglie hrál 44 zápasů a dal 57 gólů. Byl kapitánem britského týmu na OH 1908 a 1912, kde v obou případech získali zlato.

## Úspěchy
Velká Británie
- Zlato na olympijských hrách (2): 1908, 1912